# Michał Zieliński
Michał Zieliński (* 6. Mai 1984 in Żernica, Polen) ist ein polnischer ehemaliger Fußballspieler, der auch die deutsche Staatsangehörigkeit besitzt.

## Karriere

### Verein
Zieliński begann seine Karriere bei seinem Heimatverein Naprzód Żernica. Nachdem er dort durch gute Spiele aufgefallen war, nahm ihn Concordia Knurów im Winter 2002 unter Vertrag. Als sein Vertrag dann im Winter 2006 auslief, wurde Polonia Bytom auf ihn aufmerksam und verpflichtete ihn. In Bytom unterschrieb er einen Vertrag bis zum 30. Juni 2010 und absolvierte seine ersten Spiele in der Ekstraklasa. Für Polonia Bytom bestritt Michał Zieliński 69 Spiele (9 Tore) in der Ekstraklasa und fünf Spiele (1 Tor) in der 2. polnischen Spielklasse. 2010 wechselte er dann zu Korona Kielce, wo er nur sporadisch zum Einsatz kam und Ende des Jahres zu GKS Katowice in die 2. Liga wechselte. Nach seiner Rückkehr im Sommer 2011 wurde er in der Hinrunde öfter eingesetzt und erzielte vier Tore in sechzehn Spielen. Im Januar 2012 wurde er dann jedoch wieder ausgeliehen, diesmal an den Ligakonkurrenten Górnik Zabrze. Im Sommer 2012 kehrte er abermals nach Kielce zurück. Im Januar 2013 wurde sein Vertrag bei Korona Kielce vorzeitig aufgelöst. Zehn Tage später unterzeichnete er einen Vertrag beim Zweitligisten Cracovia Krakau. Für die er in der Saison 2012/2013 insgesamt 10 Ligaspiele bestritt. Nach einem kurzen Zwischenstopp beim Zweitligisten GKS Katowice, kehrte Michał Zieliński zu Polonia Bytom zurück. Danach folgte der Wechsel zu Concordia Knurów und von 2017 bis 2019 stand er bei Fünftligist Wilki Wilcza unter Vertrag.

### Nationalmannschaft
Am 10. Dezember 2008 debütierte Zieliński in der polnischen Fußballnationalmannschaft in einem Testspiel gegen Serbien (1:0), als er in der 83. Minute für Maciej Małkowski eingewechselt wurde.